# Michael Dempsey
Michael Dempsey, född 29 november 1958, var ursprungsmedlem i The Cure - och senare även medlem i Associates och The Lotus Eaters. Han spelade under en period även med Roxy Music.

## Diskografi
Studioalbum med The Cure
- 1979 – Three Imaginary Boys
- 1980 – Boys Don't Cry
- 1986 – Standing on a Beach (Samlingsalbum)
- 2001 – Greatest Hits (Samlingsalbum)

Album med Associates
- 1981 – Fourth Drawer Down (Samlingsalbum)
- 1982 – Sulk

Singel med Roxy Music
- 1982 – "Avalon"

Med The Lotus Eaters
- 1983 – "The First Picture of You" (Singel)
- 1983 – "You Don't Need Someone New" (Singel)
- 1984 – No Sense of Sin (Studioalbum)
- 1984 – "Out On Your Own" (Singel)
- 1985 – "It Hurts" (Singel)